# Yeongjong-dong
Yeongjong-dong (koreanska: 영종동)  är en stadsdel i staden Incheon i den nordvästra delen av Sydkorea, 40 km väster om huvudstaden Seoul. Den ligger i stadsdistriktet Jung-gu. Yeongjong-dong ligger på ön Yeongjongdo.

## Indelning
Administrativt är Yeongjong-dong indelat i:
| Namn    | Namn                 | Yta km² | Invånare 31 dec 2020 |
| ------- | -------------------- | ------- | -------------------- |
| 영종동  | Yeongjong-dong       | 31,68   | 16 130               |
| 영종1동 | Yeongjong 1(il)-dong | 5,30    | 43 885               |